# Елани
Ела́ни — деревня в Новоуральском городском округе Свердловской области России.

## География
Елани — самый южный населённый пункт ЗАТО города Новоуральска и соответствующего ему Новоуральского городского округа, а также Горнозаводского управленческого округа в целом.
Деревня расположена в 30 километрах (по автодороге в 33 километрах) к юго-юго-западу от города Новоуральска, преимущественно на правом берегу реки Билимбаевки — правого притока реки Чусовой. В деревне расположен Еланский пруд. Деревня находится к северо-западу от Екатеринбурга и к югу от Нижнего Тагила. Через Елани проходит автодорога местного значения Новоуральск — Билимбай.

## История
Слово елань означает ровное, безлесное, травяное место, окруженное лесом.
Деревня была основана в XVIII веке крепостными крестьянами, переселёнными Строгановыми из Пермской земли. Жители были заняты на Билимбаевском руднике.
В XVIII-XIX веках жители приобретали работами при заводской домне, занимались доставкой на Билимбаевский, Верх-Исетский, Шайтанский и Уткинский заводы руды и угля. Летом работали в Верхотурском уезде Пермской губернии и в Оренбургской губернии на приисковых работах. Ввиду неимения земли хлебопашеством занимались немногие; сеяли в «переменах».
В 1890 году в деревне открылась смешанная школа грамоты в наёмном помещении.
По рассказам местной жительницы М. Ф. Вахромеевой, в начале 1930-х годов в Еланях было создано товарищество по совместной обработке земли (ТОЗ), а в 1932 году еланцы объединились в колхоз «Искра».
До войны в Еланях было всего 24 двора. Колхоз был небольшой. Машино-тракторная станция находилась в Новоуткинске. В 1941 году в колхозе был один трактор ХТЗ, а пахали и сеяли в основном на лошадях.
В начале войны все еланские мужчины призывного возраста ушли на фронт. Из них 33 человека погибли в боях.
На фронт также была отправлена часть лошадей Еланей, а землю часто пахали на коровах. Председателем колхоза в военные годы был Иван Иванович Яговцев.
Решением облисполкома № 238-б от 1 апреля 1977 года деревня Мазина(о) сливается с деревней Елани Тарасковского сельсовета на основании Решения Тарасовского сельсовета №2 от 31.01.1975 года.
В 1994 году деревня Елани, как и другие населённые пункты, находившиеся в то время в подчинении Тарасковского сельсовета Невьянского района, была включена в состав новообразованного ЗАТО города Новоуральска.

## Население
| 2002 | 2010 |
| ---- | ---- |
| 60   | ↘38  |